# Foreste di conifere dei monti Qilian
L'ecoregione delle foreste di conifere dei monti Qilian (codice ecoregione: PA0517) consiste in una serie di foreste di conifere isolate sulle pendici settentrionali della catena dei Qilian Shan, al margine nord-orientale dell'altopiano del Tibet nella Cina centrale.

## Geografia
Le diverse zone di questa ecoregione sono costituite da sottili fasce di foresta situate tra il deserto del Gobi a nord e l'arido ed elevato altopiano del Tibet a sud. Le zone circostanti sono ricoperte da prati e boscaglie alpini. Queste foreste frammentate si trovano in segmenti isolati sui Qilian Shan orientali, i Daban Shan, la catena dell'A’nyê Maqên e i Dié Shan, nelle province di Qinghai e Gansu.

## Clima
A causa dell'altitudine e della posizione all'interno del continente, nell'ecoregione domina un clima subartico con inverni secchi (Dwc secondo la classificazione dei climi di Köppen), caratterizzato da estati miti (solo 1-3 mesi con temperature medie superiori a 10 °C) e inverni rigidi con precipitazioni mensili inferiori a un terzo rispetto a quelle del più umido mese estivo. Le temperature medie di gennaio oscillano tra -18 e -7 °C, quelle di luglio tra 5 e 21 °C.

## Flora
Le specie arboree prevalenti nell'ecoregione sono l'abete rosso dei Qilian Shan (Picea crassifolia) e il ginepro di Przewalski (Juniperus przewalskii). Nel sottobosco crescono boschetti di bambù di bassa statura. Il relativo isolamento di queste foreste fa ipotizzare che costituiscano un habitat per diverse specie rare di mammiferi, ma la presenza di specie vulnerabili non è certa. Specie tipiche della foresta come il takin (Budorcas taxicolor) - un grosso animale simile allo gnu - e il mosco cinese (Moschus berezovskii) probabilmente vivono nelle steppe e nei prati dei Qilian Shan. È probabile che anche il raro leopardo delle nevi (Panthera uncia) si aggiri ancora nelle foreste di conifere, mentre specie in pericolo di estinzione come il cervo dalle labbra bianche (Cervus albirostris), lo yak selvatico (Bos mutus), la gazzella del Tibet (Procapra picticaudata) e lo stambecco siberiano (Capra sibirica) popolano le scoscese colline e i pascoli di tutta la regione. Tuttavia, sono necessarie ulteriori ricerche per compilare un catalogo completo degli abitanti di queste remote foreste.

## Popolazione
L'ecoregione delle foreste di conifere dei monti Qilian è scarsamente popolata a causa dell'asprezza del clima, dell'altitudine elevata e della difficoltà di accesso. Le comunità umane presenti sono per lo più costituite da piccoli insediamenti di pastori nomadi o seminomadi, appartenenti principalmente a gruppi etnici tibetani, hui, mongoli e han, che sfruttano le valli e i margini delle foreste per il pascolo di yak, capre e pecore. L'agricoltura stanziale è quasi assente, limitata ai fondovalle meglio irrigati. La bassa densità abitativa e la presenza di attività pastorali tradizionali, generalmente a basso impatto, hanno fino a oggi contribuito a preservare gran parte degli habitat forestali, anche se in alcune aree la pressione dovuta al sovrapascolo e al disboscamento si sta facendo sentire sempre più, specie vicino agli insediamenti o lungo le vie di comunicazione.